# カルヴィン・エアー
カルヴィン・エアー（Calvin Ayre、1961年5月25日 - ）は、カナダ出身の実業家。オンラインカジノの運営で知られるボードッグ・エンターテインメント・グループ(Bodog Entertainment Group)の創立者、かつCEO。現在コスタリカに居住しており、2006年、雑誌フォーブスによる世界長者番付に初登場、特集を受けて話題をさらった。

## 略歴
1984年にウォータールー大学を卒業し、1989年にシアトル都市大学でMBAを取得。そして1994年、最低限のものを残して自らの所有物を全て売り払い、その結果得た1万ドルを元手にボードッグ社を創立。もともとはソフトウェア制作会社を想定していたが、やがて幅広い業種への参入を可とするグループ体へと路線を変更。それがボードッグ・エンターテインメント・グループである。中米、欧州を又に掛けて法の網の目を掻い潜ることで米国人向けの賭博空間を実現、2006年現在では、英国のギャンブル関連有力紙イー・ゲーミング・レビュー・マガジン(eGaming Review Magazine)によるオンライン有力25企業のうちに選ばれるなど、多方面に展開する企業としてのボードッグ社の成長を実現させている。

## 私生活
世界的な慈善活動を目的とする私的独立基金『カルヴィン・エアー基金(Calvin Ayre Foundation)』をコスタリカにおいて2005年に設立。活動は、開発途上国の学生の支援などを通して、特に教育などの分野に力を入れている。
独身であり子供も持たない。